# حسین‌آباد لولی
حسین‌آباد لولی، روستایی از توابع بخش مرکزی شهرستان عنبرآباد در استان کرمان ایران است.

## جمعیت
این روستا در دهستان محمدآباد قرار دارد. براساس سرشماری مرکز آمار ایران در سال ۱۳۸۵، جمعیت آن ۲۸۹ نفر (۶۲ خانوار)، براساس سرشماری مرکز آمار ایران در سال ۱۳۹۰، جمعیت آن ۳۳۱ نفر (۸۶ خانوار) و براساس سرشماری مرکز آمار ایران در سال ۱۳۹۵، جمعیت آن ۹۸۴ نفر (۲۶۱ خانوار) بوده‌است.